# Aurach (Moyenne-Franconie)
Pour les articles homonymes, voir Aurach.
Aurach est une commune allemande, située en Bavière, dans l'arrondissement d'Ansbach et le district de Moyenne-Franconie.

## Géographie

Situation d'Aurach dans l'arrondissement d'Ansbach

Aurach est située dans le centre de l'arrondissement, à 13 km au sud-ouest d'Ansbach. La commune est composée de douze localités.

## Histoire
À partir de 1310, le village est la propriété de l'évêché d'Eichstätt et ce jusqu'en 1803, où il est intégré au royaume de Bavière.
Jusqu'en 1945, la commune appartenait à l'arrondissement de Feuchtwangen. en 1978, la commune de Weinberg est supprimée et rattachée à celle d'Aurach.

## Politique et administration
La commune est dirigée par un bourgmestre et un conseil municipal de 14 membres.

## Démographie
Les statistiques démographiques incluent la population des villages qui font partie aujourd'hui de la commune d'Aurach.
| 1910  | 1933  | 1939  | 1950  | 1961  | 1979  | 2003  | 2009  |
| ----- | ----- | ----- | ----- | ----- | ----- | ----- | ----- |
| 1 556 | 1 532 | 1 448 | 2 347 | 2 126 | 2 421 | 2 940 | 2 884 |

## Sites et monuments
Le château de Wahrberg, dont les premières fondations remontent au IXe siècle, a été remanié au XIIe siècle ainsi qu'à la fin du XIXe siècle. Il est aujourd'hui une demeure privée.

## Jumelages
- Dorfhain (Allemagne), en Saxe, (district de Dresde, arrondissement de Suisse-Saxonne-Monts-Métallifères-de-l'Est)
- Aurach bei Kitzbühel (Autriche), dans le Tyrol, (district de Kitzbühel)
- Aurach am Hongar (Autriche), en Haute-Autriche, (district de Vöcklabruck)
- Velké Karlovice (Tchéquie), dans la région de Zlín, (district de Vsetín)